# Championnats de Belgique d'athlétisme 1992
Les Championnats de Belgique d'athlétisme 1992 toutes catégories ont eu lieu les 15 et 16 août 1992 à Bruxelles.

## Résultats
| Hommes          | Prestation | Catégorie | Femmes         | Prestation |
| --------------- | ---------- | --------- | -------------- | ---------- |
| Patrick Stevens | 10 s 38    | 100 m     | Valerie Denis  | 11 s 80    |
| Patrick Stevens | 20 s 78    | 200 m     | Sylvia Dethier | 23 s 59    |

## Sources
- Ligue belge francophone d'athlétisme